# 聖何塞德帕雷
聖何塞德帕雷（西班牙語：San José de Pare）是哥倫比亞的城鎮，位於該國東北部，由博亞卡省負責管轄，距離首府通哈84公里，始建於1780年11月3日，面積74平方公里，海拔高度1,494米，2005年人口5,586。
6°01′N 73°33′W / 6.017°N 73.550°W